# Papež Klemen V.
Papež Klemen V., rojen kot Raymond Bertrand de Goth ali Bertrand de Gouth ali Bertrand de Got, francoski papež; * okoli 1264 Villandraut (Gaskonja, Francosko kraljestvo); † 20. april 1314, Roquemaure (Francosko kraljestvo, danes Francija).

## Življenjepis

### Mladost
Bertrand de Got, tretji med dvanajstimi otroki, se je rodil v Villandrautu okrog 1264. Materi je bilo ime Ida de Blanqueforte, oče Béraud de Got pa je bil obubožani plemič in lastnik gradov Villandraut, Grayan, Livran in Uzeste. Njegov stric po očetu, tudi Bertrand, je bil škof v škofiji Agen (1292-1313). Dva njegova brata sta vstopila v cerkveno službo: prvi, Béraud, je bil nadškof v Lyonu (1289-1294), Celestin V. ga je imenoval za albanskega kardinala-škofa 1294 in je umrl že tri leta pozneje;  drugi, Viljem (=Guillaume) je kot kanonik v Agen-u prav tako umrl mlad (1299). 
Ker so tudi njega namenili za cerkveno službo, je prejel prvo vzgojo v samostanu Defés, ki je pripadal redu Grandmont. Cerkveno in civilno pravo je študiral na orléanški in Bolonjski univerzi, kjer je pridobil naslov »magister«, ki je izpričan v mnogih listinah. Nekateri omenjajo tudi njegove študije v Toulousu, kjer pa ni študiral naš Bertrand, ampak pravzaprav njegov soimenjak-nečak. Še zelo mlad je postal kanonik  v bordojski  stolnici in v družbi pri St-Caprais ad Agen.

## Papež
Kardinalski zbor je bil že dalj časa razdeljen v dve skupini: ena je podpirala papeža, druga pa ga je bolj ali manj ovirala in je bila francosko usmerjena. To se je pokazalo očitno že pri Bonifaciju VIII., pa tudi pri Benediktu XI., po čigar nenadni smrti - šušljalo se je celo o zastrupitvi - je konklave trajal kar enajst mesecev. Slednjič so 5. junija 1305 izvolili Francoza Bertranda Gota, nadškofa v Bordeauxu, ki ni bil kardinal. Kot prijatelj francoskega kralja - kakor tudi pokojnega papeža Bonifacija - je bil kot kandidat sprejemljiv za obe strani. Janez Villani sicer pripoveduje o njegovem sestanku s francoskim kraljem še pred izvolitvijo za papeža, vendar za to ni dokazov, ker sta oba imela svoj alibi. Privzel si je ime Klemen V. Zmaga francoske smeri je imela dolgotrajne posledice: skoraj 70 let so poslej papeži bivali v Avignonu na Francoskem, temu pa je sledil skoraj 40-letni zahodni razkol. Klemen V. je sicer bil izvoljen v Perugii, kronali pa so ga v Lyonu ob navzočnosti Filipa Lepega. Po dolgotrajnih kraljevih pritiskih se je 1309 odločil, da papeški sedež prenese iz Rima v Avignon. 

### Viennski koncil
Klemen V. je sklical Viennski koncil predvsem z namenom, da bi razčistil vprašanje templjarjev; kljub večini, ki je bila naklonjena temu hrabremu viteškemu redu, je papež pod pritiskom kralja odločil v njihovo škodo in red ukinil. 
Na koncilu so obravnavali tudi vprašanja vere, frančiškanskega uboštva, nekatera skrajna gibanja in poziv na novo križarsko vojno. Vse je pa ostalo le pri besedah - podjetja niso nikdar začeli. 

### Razpustitevtempljarjev
Ko so zaradi medsebojne nesloge kristjani izgubili še zadnjo utrdbo v Siriji, so znali templjarji svoje veliko premoženje še povečati in sicer z neke vrste posojili. Francoski kralj si je od njih sposodil veliko denarja, ki ga ni mogel vrntiti zaradi svojega razkošnega načina življenja. Zato se je odločil za enega najgnusnejših pogromov v zgodovini: očrnil je templjarje in jim pripisoval najhujše prestopke, pregrehe in zločine, da bi lahko njim in Cerkvi oropal bogastvo. Očitke so nesrečniki priznali pod pritiskom strahotnega mučenja – kar so pa pozneje – pred cerkveno inkvizicijo, ki ni uporabljala mučenja – vse po vrsti preklicali. Med očitanimi prestopki je bilo hotništvo, pljuvanje po križu, češčenje hudiča, darovanje otrok – skratka, sami neverjetni prestopki. Zgodovinarji se strinjajo v oceni, da je morda bil kak tak prestopek tudi med njimi - vendar ne v večjem obsegu, kot v kaki drugi redovni skupnosti. 
13. oktobra 1307 je dal kralj Filip Lepi istočasno zapreti po celi Franciji več kot sto templjarskih vitezov - v poznejših procesih pa kar vse po Franciji živeče. Njegovi plačanci so jih podvrgli najsurovejšim načinom mučenja, med katerimi so »priznali« vse očitane jim pregrehe, med drugimi tudi herezijo. Templjarji, ki so se pravzaprav imenovali »ubogi tovariši-vojščaki Kristusa in varuhi Salomonovega templja« - so v času križarskih vojn bili pogumni vojaki in pripravljeni vsak trenutek na obrambo svetih krajev. V zadnjih dveh stoletjih pa so obogateli ne le zaradi obilnih darov vladarjev in drugih posameznikov, kakor tudi zaradi neuspešne obrambe Svete dežele – ko denarja ni bilo treba več rabiti za križarske vojne; premoženje pa so povečali tudi s spretnim upravljanjem z neke vrste posojilnicami, ki so bile predhodnice sodobnega bančništva. Med ljudstvom so zaradi njihovega bogastva krožile najbolj nenavadne govorice, ki so jim pripisovale zvezo s hudim duhom. To praznoverje je francoski kralj izkoristil, da bi se rešil svojih dolgov. Čeprav je bil tedanji veliki mojster Jacques de Molay Filipov osebni prijatelj in boter njegovega mlajšega sina, je Filip v svoji dobičkaželjnosti dal zapreti in mučiti ne le 140 viteških predstojnikov, ampak tudi samega velikega mojstra, ki je med mučenjem tudi »priznal« vse očitane mu prestopke. Viri namigujejo, da je lahkoverni papež najbrž bil prepričan v tiste obtožbe. 
Aretacija templjarjev se je zgodila na petek, 13. oktobra v letu 1307. Od tega dne velja petek in trinajsti v mesecu za nesrečen dan. 
Nato so jih mučili, tako da so večinoma priznali, da so pljuvali po križu ter homoseksualnost, kar pa ni bilo res. Papež Klemen V. je  22. marca 1312 s papeško bulo Vox in excelso razpustil in za vedno prepovedal Templjarski red. 18. marca 1314 je bil zadnji vodja templjarjev, Jacques de Molay, zažgan na grmadi. Ko je gorel, je pred kraljem in papežem izpovedal, da je on nedolžen, kakor tudi njegovi tovariši. Papežu Klemenu V. in kralju Filipu IV. je zagrozil, da ne bosta ušla Božji sodbi, in da se mu bosta kmalu pridružila v smrti. Res je, da je papež Klemen V. umrl le en mesec po njegovi usmrtitvi, Filip IV. pa sedem mesecev pozneje. 

### Dela
Papež Klemen V. je izdal več papeških bul, od teh večino v zvezi s templjarji: 
1. Rex regnum (23. julij 1307) sedem frančiškanov odhaja misijonarit na Kitajsko
2. Pastoralis præminentiæ (22. november 1307) obtožbe zoper templjarje
3. Subit assidue (5. julij 1308) določi postopek za ugotovitev osebne odgovornosti kakor reda kot takega
4. Fasciens misericordiam (8. avgust 1308) določi komisije za ugotovitev, ali so obtožbe utemeljene kakor tudi naročilo, naj templjarji pošljejo svoje "defensores" (branilce) v zvezi z njihovo zadevo
5. Regnans in cœlis (12. avgust 1308) sklic koncila
6. In omnem (27. marec 1309) – izobči Benetke, ker so napadli Ferraro
7. Alma mater (4. april 1310) začetek koncila prestavljen na 1. oktobra 1311
8. Vox in excelso (ali: Vox clamantis; 22. marec 1312) zatrtje reda templjarjev
9. Ad providam (2. maj 1312) premoženje templjarjev prepusti ivanovcem
10. Considerantes dudum (6. maj 1312) določbe v zvezi z meniškimi redovi
11. Nuper in concilio (16. maj 1312)
12. Licet dudum (18. december 1312)
13. Dudum in generali concilio (31. december 1312)
14. Licet pridem (13. januar 1313)

### Papež Klemen in Slovenci
Stiškemu opatu Rudolfu je papež Klemen 1307 ukazal, naj varuje kartuzijo Bistro pred deželnim plemstvom, ki da krši njene pravice. Kartuziji v Bistri je 31. januarja 1308 potrdil njene posesti in privilegije.

## Smrt in spomin

### Bolezen in smrt
Pontifik je bolehal skozi celo svoje papeževanje. Kadar je imel ostre bolečine, je nahajal tolažbo le v popolni samoti. Poleti 1306 je dobil hudo vročino, da si je opomogel šele v začetku 1307. Od konca Viennskega koncila v aprilu 1312 do dneva njegove smrti mu bolezen pravzaprav ni več dala miru. Njeni napadi – morebiti je bil rak v želodcu ali črevesju – niso nepopravljivo vplivali na njegovo voljo; delali so ga sumničavega do njegovih bližnjih in ga hudo slabili; takrat je iskal tolažbo v stalnem gibanju. Tako se mu je zgodilo prav tako ob smrti  vrhovnega predstojnika templjarjev, Jacquesa de Molaya, da ni bil zmožen ukrepati. Sklenil se je vrniti v svojo deželo, Bordeaux. Komaj pa je prešel Rono , ga je doletela smrt v Roquemauru 20. aprila 1314. Zdi se, da se je na smrtni postelji pokesal svojega ravnanja s templjarji. Ker sta papež in francoski kralj umrla v istem letu, je ljudstvo v tem videlo Božjo kazen. 

Papeževo truplo je bilo skoraj popolnoma zoglenelo, ker so nanj padle ponoči goreče sveče; prenesli so ga v skladu z njegovo oporočno željo na domače premoženje v Uzestu, ki leži 57 km JV od   Bordeauxa. 

Kardinal Gaillard de La Motte mu je dal postaviti veličastno grobnico, ki so jo oskrunili in uničili hugenoti  1577. 

### Ocena
Celostna sodba o Klemenu mora upoštevati dejstvo, da je skozi devet let svojega papeževanja bila njegova možnost delovanja izredno omejena zaradi nenehnih pritiskov, ki jih je nanj vršil francoski kralj in njegova okolica. Redkokdaj se je kak pontifik nahajal v dilemi, ki jo je moral reševati istočasno: da obsodi enega svojega predhodnika kot heretika in da zatre en ugleden viteški red. Mnenje, da se je popolnoma udinjal francoski kraljevski veji Capetingov, ne drži, saj se mu je posrečilo, da se ni popolnoma podvrgel francoskemu jarmu. 
Glede na svoje nedvomne sposobnosti: kot spreten obotavljavec, spravljivega duha in prirojene preudarnosti, se je izognil stvarni obsodbi Bonifacija VIII. in templjarskega reda ter prepisal njihovo premoženje ne na vladarja, ampak na red sv. Ivana v Jeruzalemu. Če je napravil kakšno popuščanje francoskemu kralju s tem, da je razveljavil nekatere izreke bule Unam sanctam, je ostalo bistvo nauka o vrhovnosti papeštva nedotaknjeno . Zamisel Filipa Lepega, da je bil Benedetto Caetani (=papež Bonifacij VIII.) vsiljivec, je razveljavil s kanonizacijo Petra del Morroneja (in ne papeža Celestina V. 5. maja 1311, s čimer je izrečno priznal, da je bila Petrova odpoved papeštvu veljavna. Poleg tega ga ni kanoniziral kot mučenca – kot je to zahteval Filip »Lepi«, ampak kot spoznavalca oziroma pričevalca..
Razen za pohlepnost in simonijo ga je Villani obtožil tudi za nečistost, »češ da se je govorilo, da je imel za prijateljico grofično Brunissendo Périgord, prelepo hčerko grofa Foixa.« Kot je že pravilno opazil Mollat , Villanijeve pripombe niso prepričljive; aragonski poslaniki, ki so sicer tako zgovorni, namreč niti z besedico ne omenjajo navzočnosti Brunissende na papeškem dvoru.

### De fessis aquitanicis
Malahijeva prerokba pravi o njem, da izhaja Od akvitanskih prog (latinsko De fessis aquitanicis; angleško From the fesses of Aquitaine). Temu sledi razlaga, da je po narodnosti Akvitanec, čigar grb sestavljajo proge. (latinsko natione aquitanus, cuius insignia fessæ erant; angleško An Aquitanian by birth, whose arms were fesses). Klemen V. je bil škof v St-Bertrand-de-Commingesu v Akvitaniji, potem pa bordojski nadškof, prav tako v Akvitaniji. Njegov grb vsebuje tri rdeče vodoravne črte (na rumenem polju), znane v heraldiki kot proge. 

### Legenda o pogromu nad templjarji
| Latinski izvirnik | Slovenski prevod |
| --- | --- |
| Excidio Templariorum non diu supervixere ejus auctores, Papa Avenionensis et Galliarum Rex. Etenim Clemens V. ad XII. Calend. Majas anno. Ae.V. 1314. Potificatus autem octavo, mense decimo, variis diu aegritudinibus afflictatus, post dysenteria, et stomachi laterumque dolore confectus diem clausit extremum. Philippus autem pulcher non diu post eandem ivit viam; nam ejus Filius Ludovicus X die S. Stephani primi Martyris, dicto anno, a Remensi Archi-Episcopo est sacro oleo inunctus. Refert Fulgosus apud Hospian. et Wolf. Templarium quendam, gente Neapolitanum, in urbe Burdegala ad ignem damnatum, conspectis ad fenestram Pontifice ac Philippo Rege, magna voce in haec verba prorupisse: Saevissime Clemens Tyranne, posteaquam mihi inter mortales nullus jam superest ad quem appellem pro gravi morte, qua me per injuriam assicis, ad justum judicem Christum, qui me redemit, appello, ante cujus tribunal te voco, una cum Philippo Rege, ut intra annum diemque ambo illic compareatis, ubi causam meam exponam, et jus sine pravo affectu ullo administrabitur. Intra id quoque tempus Clementem ac Regem mortuos. Equidem quo historiam aut confirmem aut refellam, mihi non suppetit; video tamen Drexelium Societatis Jesu Patrem et credidisse, et cordi adeo habuisse, ut l. 2. de tribun. Christ. c. 3. exclamarit: Quis neget, geniale aliquid, et divinum hic intervenisse, supremo Numine consciscente? | »Začetnika templjarskega uničenja, avignonski papež in francoski kralj, ga nista za veliko časa preživela. Pravzaprav je dejstvo, da je Klemen V. končal svoj zadnji dan dvanajstega dne pred majskimi kolendami 1314, osmo leto in deseti mesec svojega papeževanja; mučile so ga razne bolezni, ko je trpel za drisko ter bolečinami v želodcu in ledjih. Filipu Lepemu tudi ni ostalo mnogo življenjske poti po teh dogodkih. Njegovega sina Ludvika X. je mazilil s svetim oljem reimški nadškof na praznik svetega Štefana, prvega mučenca, še istega leta. Fuglosus poroča - glej Wirth in Wolf - , da je neki templjar, po rodu Neapeljčan, ki je bil obsojen na sežig na grmadi v Bordeaux-ju, zakričal na ves glas, medtem ko je zagledal papeža in kralja Filipa na oknu: »Klemen, neusmiljeni trinog, jaz nimam nikogar med živimi, ki bi se potegnil zame zavoljo moje strašne smrti, ki si jo povzročil s svojo krivičnostjo. Sklicujem se na Kristusa, pravičnega sodnika, ki me je zveličal, in te pozivam pred njegovo sodišče skupaj s kraljem Filipom, tako da se bosta v roku enega leta in enega dneva oba prikazala tam. Tam se bom skliceval na moj primer, in vsakemu bo prisojena neokrnjena pravica.« In v tem obdobju sta umrla oba, Klemen in Kralj. Kar se mene tiče, ne bi niti potrdil niti zanikal te zgodbe. Vendar vidim, da jezuitski pater Drexelius popolnoma verjame to zgodbo in mu je bila tako zelo pri srcu, da v knjigi »O Kristusovem sodišču« vzklika: »Kdo bi mogel zanikati, da obstaja neka genialnost in Božje posredovanje v tej zadevi, ki ga določa Najvišja Volja?« |

### Templjarsko prekletstvo
Časovno obdobje avinjonskega papeštva je trajalo od 1309 do 1377; vendar je Klemen V. preživel le pet let od te preselitve, in le nekaj mesecev od sramote, da je ukinil red templjarjev. Kralj Filip Lepi je prav tako umrl istega leta, kot je napovedal De Molay in to isto prekletstvo je zadelo črno dušo kraljevega podpihovalca, Viljema Nogaretskega, človeka torej, ki je bil glavni krivec za Anagnijevsko klofuto Bonifaciju in za sojenje templjarjem.
Trije možje, ki jih združuje ista usoda; umrli so vsi v tistem usodnem letu 1314, ko se je De Molayev poziv spremenil v zloveščo napoved, ki se je takoj uresničila in ustvarila legendo o templjarskem prekletstvu. Kaj se je pa s temi ljudmi stvarno zgodilo?
Tri nenadne smrti, tri težke smrti; če izvzamemo Nogareta, ki je umrl pred zadnjimi templjarskimi mojstri, se ne zdita slučajni: nenadni izginotji kralja Filipa in papeža Klemena sta očitno sumljivi in nenavadni.
1. Klemen V. je nenadoma umrl v Roquemaure-Gardu 20. aprila 1314; od tistega tragičnega požara v Parizu je minilo le triintrideset dni; kronike poročajo, da je papež umrl od griže zaradi prebavnih motenj. Nekateri pa pričujejo, da je papež na smrtni postelji imel popačene poteze in črn jezik, kar je očiten znak zastrupitve.
2. Filip Lepi (bolje bi bilo reči Ponarejevalec, Lažnivec) je prav tako nenadoma umrl v Fontainebleauu 29. novembra 1314  zaradi posledic padca s konja (vnetja rane in posledično gangrene), ki se je zgodil med lovskim pohodom.
3. Končno  Viljem Nogaretski, ki je prvi umrl 13. aprila 1313, leto pred grmado, in sicer "z grozno izbočenim jezikom", kakor pravi kronist Jean Desnouelles; zato menijo, da je bil zastrupljen. Pečate je obdržal in se še konec marca 1313 ukvarjal s kraljevimi zadevami glede Flandrije vse do svoje nenadne smrti, katere očitno ni pričakoval ali se nanjo pripravljal. [26]
4. Klemen V. je bil simoničen papež, nad katerim so se, zaradi njegove izvolitve, ki si jo je močno želel kralj Ponarejevalec, raztegnile temne sence, da bi končal s svojim nezmernim pohlepom. Pravzaprav si je nabral veliko bogastvo z uporabo sredstev; kot nepotist je na pomembne položaje postavjal številne sorodnike, a da si ni mogel pridobiti nikogaršnje naklonjenosti. Ob njegovi smrti so že drveli služabniki in prijatelji, da bi se polastili vsega, kar je papežu ostalo. Eden je spustil svečo na papeževo smrtno posteljo, zaradi česar je bila večina njegovih posmrtnih ostankov zažgana in zoglenela, kot da bi se nekako potrdila De Molayjevo zlovešča napoved. Lahko pa, da mu je kdo od njegovih mnogih sovražnikov podtaknil strupa.
5. Kar se tiče kralja po nadimku "Lepega", po duši pa vse kaj drugega, je on umrl zaradi sumljivega naključja 29. novembra 1314; točno v časovnem obdobju, ki ga je napovedal Jacques de Molay. A to še ni bilo vse. Kraljeve potomce je z žalostno točnostjo prizadela cela vrsta nesreč.
6. Le dve leti po Filipovi smrti je umrl njegov sin Ludvik X. (1314-1316), znan kot Trmoglavec oziroma Prepirljivec. Star je bil komaj sedemindvajset let in je zapustil nosečo ženo s prestolonaslednikom, imenovanim Ivan I. Posmrtni ali Posthumni, ki je živel le pet dni, pod okriljem bodočega francoskega kralja, svojega strica Filipa V. Sumljiva in nenadna smrt, o kateri so se sprožila neskončna ugibanja; marsikomu se je zdelo, kot da je De Molayeva roka iztegnila prst in preklinjala naslednje rodove.
7. Filip V. - imenovani Dolgin ali Visoki (1316-1322) -, je umrl star komaj devetindvajset let: nenadoma je zbolel in umrl po petih mesecih - Francija pa je ostala brez določenega dediča. Ko je naslednik Filipa V., petnajstega v dinastični vrsti v rodu Kapetincev, umrl pri štiriintridesetih letih, je izginil zadnji kapetski kralj, ne da bi zapustil moškega prestolonaslednika. Takrat se je začela krvava Stoletna vojna med potegovalci za prestol: dvema nečakoma Filipa IV: Filipom Valoiskim, sinom Karla Valoisa, in angleškim kraljem Edvard III., sinom Izabele Francoska.
8. Glede zadnjega francoskega kralja Ludvika XVI. pa pravijo, da mu je nespreten valpet Sanson odsekal glavo na tako grozljiv način, da rezilo giljotine ni padlo na vrat, ampak se je glava ukleščila. Neki moški je dvignil odsekano glavo in zavpil: "Danes si maščevan, Jacques De Molay." [27]
9. Med to isto francosko revolucijo je Nogaretov potomec, Paul Teragon, uporabil obratno črkovanje družinskega imena, da bi zakril svojo istovetnost pred tistimi, ki bi se lahko maščevali zaradi pogroma nad templjarji njegovi družini. Ko je njegov prijatelj Bertrand Grimany, potomec drugega mučitelja templjarjev Marignyja, ki je prav tako uporabljal lažno ime – pomešani vrstni red pravega priimka –, pariškemu časopisu vendarle razkril svoje prednike, je njega in Teragona umorila Anne de Molay, potomka Jacquesa de Molaya.[28]
10. Res nenavadno je vrh vsega dejstvo, da se je strašen teroristični muslimanski napad v Parizu, ki je terjal 130 žrtev, prav tako zgodil na petek in 13. v mesecu, in sicer dne 13. novembra 2015. [29]